# Praomys petteri
Praomys petteri és una espècie de mamífer rosegador de la família dels múrids. Viu a altituds de fins a 500 msnm al sud del Camerun, el Congo i la República Centreafricana. El seu hàbitat natural són els boscos tropicals de plana. És una espècie en risc mínim, és a dir, no sembla que hi hagi cap amenaça significativa per a la seva supervivència. L'espècie fou anomenada en honor del zoòleg francès Francis Petter.